# Dom Handlowy „Sezam” w Radomiu
Dom Handlowy „Sezam” w Radomiu – dom handlowy z 1966 położony w Radomiu przy skrzyżowaniu ulic Żeromskiego i Moniuszki.
Obiekt, wybudowany na zlecenie PSS „Społem” w Radomiu, oddano do użytku w 1966. Budynek został zaprojektowany przez Grzegorza Bauera, zaś wnętrza przez Macieja Paterkowskiego. Obiekt ma trzy przeszklone kondygnacje. Od strony ul. Żeromskiego budynek jest cofnięty w głąb działki, dzięki czemu powstał przed nim niewielki placyk. Przedłużenie jednej ze ścian budynku zachodzi na ślepą ścianę kamienicy przy ul. Żeromskiego i posiada geometryczną dekorację z klocków piaskowca.
W okresie powojennym przed wybudowaniem domu handlowego pusta działka była wykorzystywana jako kino plenerowe – filmy wyświetlano na ślepej ścianie domu przy ul. Moniuszki. Do 2018 na parterze budynku mieścił się bar mleczny „Sezam”, zastąpiony przez bar „Bolek i Lolek”. Przed budynkiem znajduje się rzeźba przedstawiająca pudełko serka waniliowego produkcji spółdzielni mleczarskiej „Rolmlecz” – jedna z czternastu rzeźb przedstawiających wyroby radomskiego przemysłu.